# Ludvig Brogren

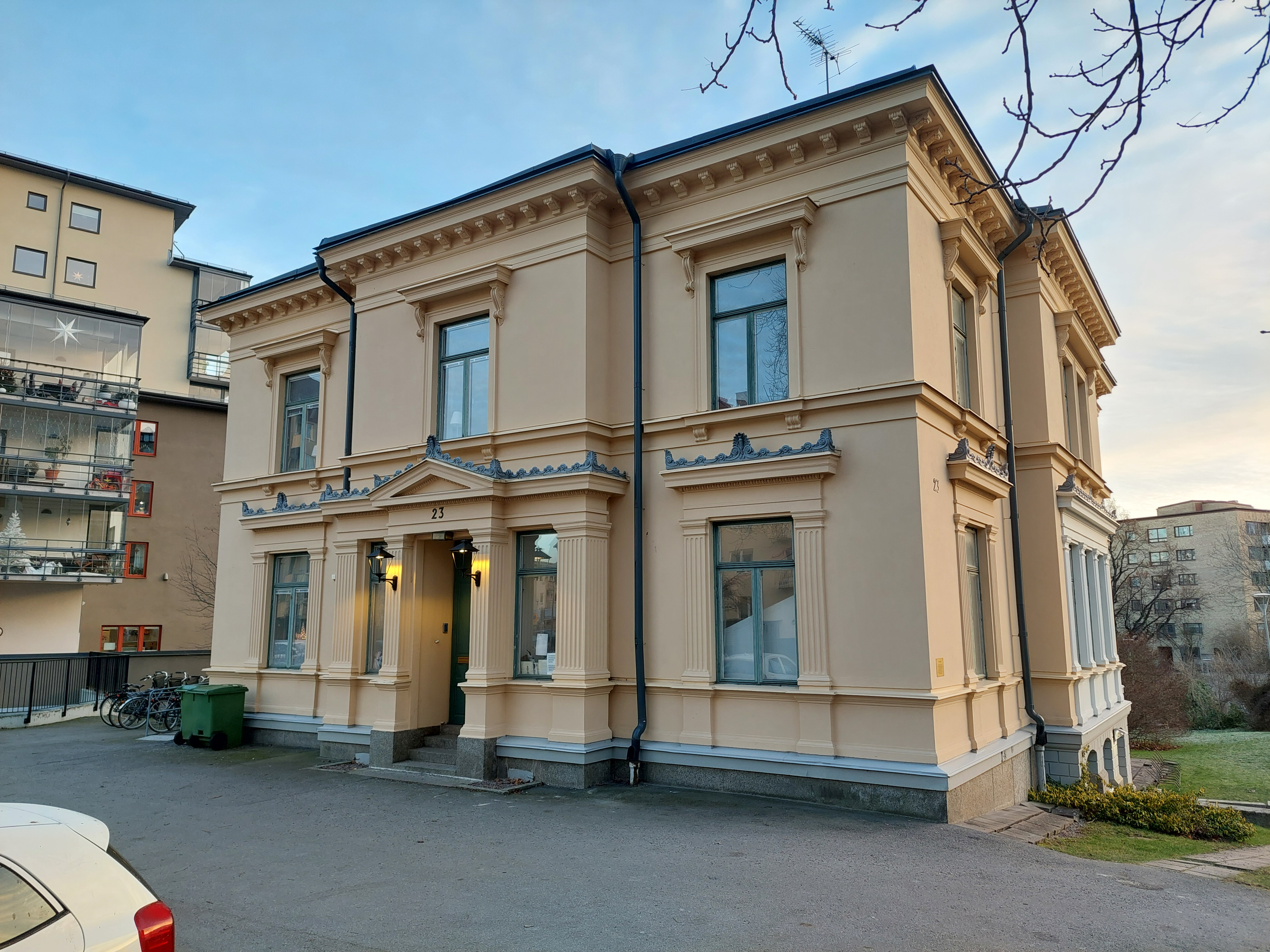
Villa Ådala i Linköping

Ludvig Theodor Brogren, född 24 maj 1827 på Skränge i Gammalkil, död 19 april 1897 i Linköping, var en svenskt apotekare och bryggare.
Ludvig Brogren var son till överstelöjtnant Jonas Brogren (1780-1859) och Klara Magdalena Segerstéen (1800-1871). Han var elev på Linköpings elementarläroverk 1836-1843 och därefter elev vid Apoteket Korpen i Stockholm. Han avlade farmacie studiosiexamen 1847 inför Apotekarsocietetens direktion och var anställd vid Apoteket Ängeln i Stockholm 1847-1848 och vid Apoteket Kronan i Stockholm 1848-1850. Åren 1850-1852 studerade han vid Farmaceutiska institutet samt var efter apotekarexamen apotekare i Kisa 1852-1858 och från 1858  på Apoteket Vasen i Linköping. Han överlät privilegiet 1864 för att 1865 grunda L.T. Brogrens Bryggeri i Linköping, vilket han därefter ledde. 
Han gifte sig 1852 med Josefina Katarina Teresia Brogren (1827-1895). Paret hade fem barn, av vilka Jon Brogren (1853-1927) var bryggmästare och tog över driften av L T Brogrens Bryggeri och Clara Brogren var barnboksförfattare och gifte sig med Axel Romdahl. Ludvig Theodor Brogren lät 1881 anlägga Villa Ådala vid vad som idag är södra delen av Hamngatan, i vad som då var ett område utanför själva staden Linköping.